# Via d'escapament

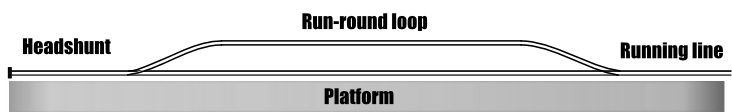
Esquema d'un bucle de maniobra

Una via d'escapament  és un tram curt de via de tren utilitzat per alliberar una locomotora en una estació de tren o per poder maniobrar fora de la via principal.
Una via d'escapament terminal és un petit tram que permet una locomotora a desacoblar-se del seu tren, seguir endavant, i després fer marxa enrere per una via paral·lela. Aquestes vies d'escapament s'instal·len típicament en una estació per permetre la locomotora d'un tren que arriba a l'estació situar-se a l'extrem oposat del seu tren, de manera que llavors pot arrossegar el mateix tren fora de l'estació en sentit contrari.
D'altra banda, un bucle d'inversió de sentit o bucle de maniobra és un tram curt de via paral·lel i connectat a la via principal que permet que un tren pugui canviar el sentit de marxa a una estació sense ocupar la via de rodatge principal.